# Ecpyrrhorrhoe quadrigalis
Ecpyrrhorrhoe quadrigalis is een vlinder uit de familie van de grasmotten (Crambidae), uit de onderfamilie van de Pyraustinae. De wetenschappelijke naam van deze soort is voor het eerst voorgesteld als Pyrausta quadrigalis door Eduard Hering in een publicatie uit 1901.
De soort komt voor in Indonesië (Sumatra).